# امامزاده صالح (تجریش)
امامزاده صالح زیارتگاهی واقع در تجریش در منطقه ۱ شهرداری تهران یا همان شهرستان شمیرانات است. آن‌گونه که از کتیبه بالای سردر صحن برمی‌آید و بر اساس کتب بحرالانساب و کنز الانساب، از پسران موسی کاظم و برادران امام هشتم شیعیان علی بن موسی الرضا است.
بنای امامزاده از سال ۱۳۵۱ در فهرست آثار ملی ایران قرار گرفته و به شماره ۹۰۹ ثبت گردیده است. تعداد زائران این امامزاده در حدود ۳۰ هزار نفر در روز برآورد شده است.

## نسب امامزاده صالح
در کتاب کنز الانساب دربارهٔ نسب امامزاده صالح آمده است: «امامزاده صالح فرزند امام موسی کاظم و متولد پنجم ماه ذی‌القعده است؛ که به شهرری آمده و در روستای تجریش ایشان را به قتل رسانده‌اند.» در زیارت‌نامه وی نیز بدین موضوع اشاره شده است. همچنین کتیبه‌ای قدیمی که در گذشته بر سردر ورودی رواق نصب بوده، این نکته را مورد تأکید قرار می‌دهد.
طبق اسناد موجود در کتب تاریخی علم انساب این امامزاده در اردبیل می‌زیسته است و پس از کشته‌شدن، سر او از تن جدا و برای حاکم ری فرستاده می‌شود. شیعیان، سر این امامزاده را در روستایی نزدیک شهر ری (تجریش امروزی) به خاک سپرده و همینک این امامزاده دارای دو زیارتگاه می‌باشد.
گفته شده که فرزندان وی نیز به همراه او به ری آمده‌اند و بدین‌جهت برخی بقعه‌ها در تهران به او منسوب است.

## تاریخچه بقعه
بنای بقعه اصلی شامل ساختمان چهارگوش بزرگ و مستحکمی با دیوارهای قطور است و فضای درونی آن تقریباً ۵٫۶ متر مربع مساحت دارد. وضع طاق‌نماها و معماری ساختمان و پوشش آن از معماری بناهای سدهٔ هفتم و هشتم است. بنا به شواهد در امامزاده صالح کتیبه‌ای به سال ۷۰۰ ق وجود داشته که ظاهراً در تعمیرات و تغییر مدخل بنا از میان رفته‌است که بنا بر آن هم‌زمان با پادشاهی غازان خان بوده‌است.
در داخل حریم وسیع امامزاده صالح، صندوقی چوبین وجود دارد که احتمالاً به دوران اواخر صفوی یا افشار تعلق دارد و ضریح ممتاز نقره‌ای آن که اضلاع شرقی و شمال شرقی و غربی آن دارای محفظه مشبک مزین به نقره و ضلع جنوبی آن مشبک چوبی است از وقفیات میرزا سعیدخان، وزیر امور خارجه اواخر قاجار است. در توسعه اول در حدود ۱۲۰۰ ق مسجد، حسینیه و حمام در صحن شمالی و در زمین‌هایی ساخته شده که شجاع‌السلطنه، پسر ششم فتحعلی‌شاه وقف امامزاده کرده است.
ایوان ورودی و رواق در سمت شمال حرم واقع است و بالای حرم در رواق، لوح مستطیل خشتی کاشی‌کاری شده‌است که تاریخ ۱۲۱۰ هجری قمری را بر خود دارد و نام فتحعلی‌شاه بر آن حک شده است. هلاکو میرزا فرزند فتحعلی‌شاه قاجار در سال ۱۲۱۰ ق، بانی بازسازی و آذین‌کاری آن بوده است. وی گنبد را با کاشی پوشاند و در ورودی را از غرب به شمال که حیاط موقوفه پدرش بود بازگرداند. کتیبه‌ای بدین مضمون در بالای ورودی حرم نصب شد که اکنون موجود نیست:

ادخلوها بسلام آمنین
| ایران که نظیر روضهٔ رضوان شد |  | از فتح‌علی‌شاه شه دوران شد       |
| هر جا ز ملک‌زاده‌ای آمد آباد  |  | این روضه چو جنت از هلاکوخان شد |

معیرالممالک ساعتی را وقف حرم کرد که بر روی برجی نصب شده بود و توسط حسین‌قلی‌خان قاجار، برادر فتح‌علی‌شاه قالی به اندازه صحن تهیه و وقف گردید. این دو بیت از صبای کاشانی روی این قالی بافته شده است:
| زهی حسین‌قلی‌خان که قالی‌ای گسترد |  | بر این رواق معلی ز همت عالی    |
| نوشت کِلک صبا از برای تاریخش    |  | که وقف مرقد صالح شده همین قالی |

گنبد کاشی‌کاری‌شده بقعه در سال ۱۳۳۸ در آخرین سال عمر حسن فداکار با هزینه شخصی تعمیر و کاشی‌کاری مجدد شد. محوطه امامزاده صالح پیش از تغییر فضای خیابانی تجریش، محوطه‌ای کاملاً محصورشده همچون دیگر زیارتگاه‌های ایران بوده است؛ ولی امروزه از حصار دیوارها خارج شده است.
از سال ۱۳۵۴ تاکنون توسعه مرمت بنا در مراحل مختلفی توسط خیرین از جمله نقی فکری و اداره اوقاف انجام گرفته است.
در طبقه زیرین حرم سرداب است که سنگ قبر اصلی در آنجاست و تابه‌حال کسی اجازه ورود به آنجا را نداشته است.

### طرح توسعه حال حاضر
طرح توسعه حرم با توجه به افزایش زائران از سال ۱۳۷۴ شروع شده و با خرید خانه‌ها و واحدهای تجاری اطراف جهت توسعه ادامه دارد. طبق طرح جامعی که برای این امامزاده در نظر گرفته شده، قرار است در سه مرحله، ۱۶ هزار متر مربع به فضای زیارتگاه اضافه شود.

### چنار کهن‌سال
یکی از معروف‌ترین چنارهای کهن‌سال ایران که قدمت دست‌کم هشتصدساله داشته‌است در محوطه این امامزاده واقع بود که در آثار جهان‌گردان خارجی نیز بدان اشاره شده‌است. ژان دیولافوا دربارهٔ آن می‌نویسد :
محیط آن تقریبآ به ۱۵ متر می‌رسد، هریک از شاخه‌های آن مانند تنه درخت کهن‌سالی بر فراز بنای مسجد و اطراف آن سر به آسمان کشیده‌است. این درخت عده کثیری را در سایه خود پناه می‌دهد. مؤمنین در زیر آن نماز می‌خوانند. مکتب‌دار کودکان را در آنجا جمع کرده و درس می‌دهد. قهوه‌چی سماور و استکان و لوازم خود را درون حفره پایه درخت جای داده‌است.
سر هنری رالینسون نیز نوشته‌است در تجریش چنار بزرگی را اندازه گرفته که در ارتفاع پنج‌پایی، محیطش ۱۰۸ پا بوده‌است. این چنار در سال ۱۳۷۹ بریده شد. یاکوب ادوارد پولاک نیز در نوشته‌های خود بدین درخت اشاره کرده‌است.
در مجله American Breeders Magazine شماره ۶ چاپ ۱۹۱۵ نیز بدین چنار و امامزاده صالح اشاره شده‌است.
در سال ۱۳۶۳ ش بر اثر نشست و ریزش مجرای قنات یادشده برپایی درخت چنار به مخاطره افتاد این سند دربارهٔ چنین وضعیتی است (گزارش سازمان ملی حفاظت دربارهٔ چنار امامزاده صالح «جمهوری اسلامی ایران ۱۰۷۱/۱_۲۳/۷/۶۳ سازمان ملی حفاظت آثار باستانی ایران / دفتر فنی تهران / ریاست محترم سازمان ملی حفاظت آثار باستانی ایران
احتراماً پاسخ نامه شماره ۴۳۶۴/۱۴_۹/۶۳ در مورد چنار قدیمی امامزاده صالح تجریش توسط آقای حاج کریمی –معمار دفتر فنی –از چنار مزبور بازدید به عمل آمد. گزارش آن بشرح زیر به استحضار می‌رسد: ظاهراً علت نشست، ریزش مجرای قناتی است که سابقاً از این محل عبور می‌نموده که برای رفع خطر پیشنهاد می‌گردد ابتدا درخت به‌طور کامل به نحوی که صدمه‌ای به آن وارد نشود مهار گشته، سپس خاکبرداری در محل فرونشسته برای مجرای قنات انجام شود و مجرا با سنگ و آجر و سیمان پی بندی و محکم گردد. هزینه مورد نیاز ۶۰۰۰۰ ریال برآورد.»
تنه این درخت به میزانی بوده‌است که پاره دوزی در آن دکه داشته، اما با وجود تلاش‌های صورت گرفته خشک شده و بقایای آن در سال‌های دهه هفتاد با مجوز میراث فرهنگی قطع شد.

### واعظان و امامان جماعت
محمود طالقانی هفته‌ای یکبار در مسجد وعظ داشته است. شاه آبادی، سید محمدرضا عالمی، سرابی و سید ضیاء، حاج سید جوادی قزوینی از دیگر امامان جماعت این بقعه بوده‌اند. همچنین در سال ۱۳۹۳ از مجتبی یزدانی به جهت مشارکت در ساخت بقعه تجلیل شد.

### خادمان و متولیان
از ۳۰ مهر ۱۳۸۹ تا مرداد ۱۳۹۹ عبدالعلی گواهی از سوی سازمان اوقاف متولی امامزاده بود. از مرداد ۱۳۹۹ احسان بی‌آزار تهرانی مسئولیت تولیت این مکان را بر عهده دارد.

## روز بزرگداشت
متولیان امامزاده صالح، ۵ ذیقعده را به مناسبت روز بزرگداشت این امامزاده تعیین و مراسم بزرگداشت امامزاده هر ساله در ۵ ذیقعده در آستان با عرض ارادت به آستان امامزاده برگزار می‌شود.
فیلم مستند صالح شمیران توسط مستندساز ایرانی، بابک مینایی، دربارهٔ تاریخچه و نقش این مکان زیارتی بر مردم تهران و خاطرات و آداب مردم این منطقه دربارهٔ این امامزاده کارگردانی شده‌است.

## نگارخانه

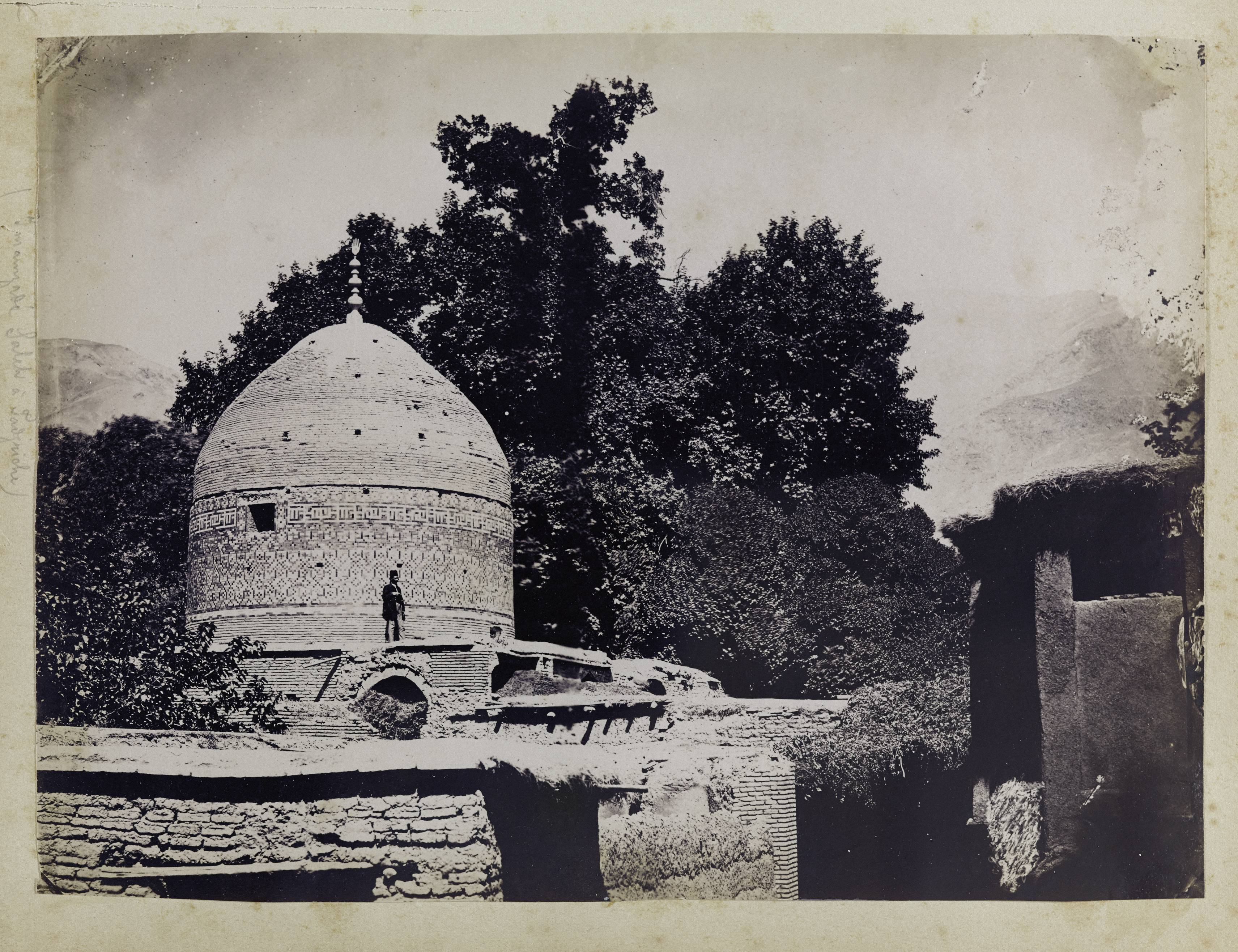
امامزاده صالح در دورهٔ قاجار (ح. ۱۳۰۰ هجری قمری)
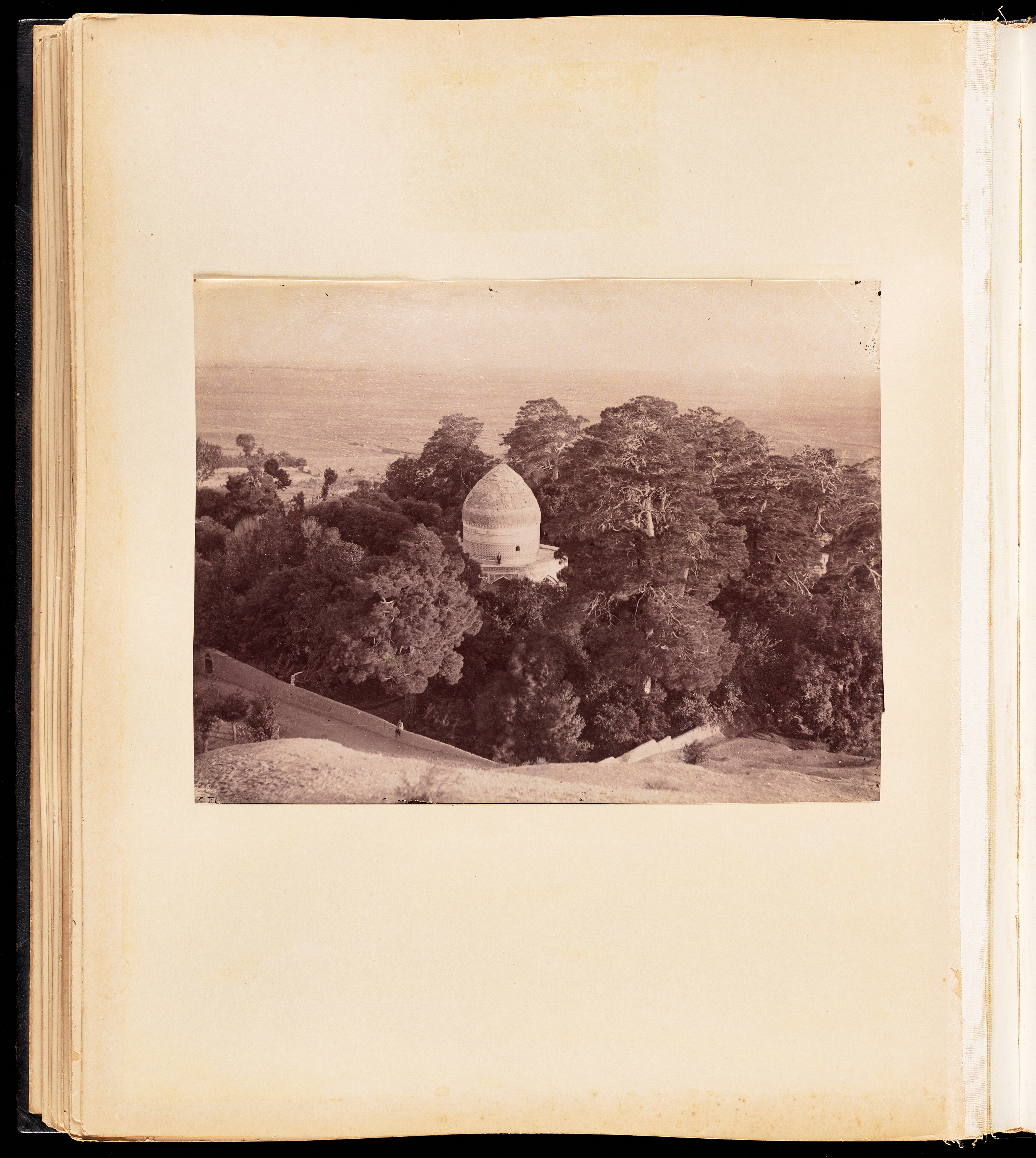
امامزاده صالح در دورهٔ قاجار (۱۳۱۱ هجری قمری)
مردم تهران در امامزاده صالح تجریش، دوران قاجار
امامزاده صالح و درخت چنار آن در دوره پهلوی
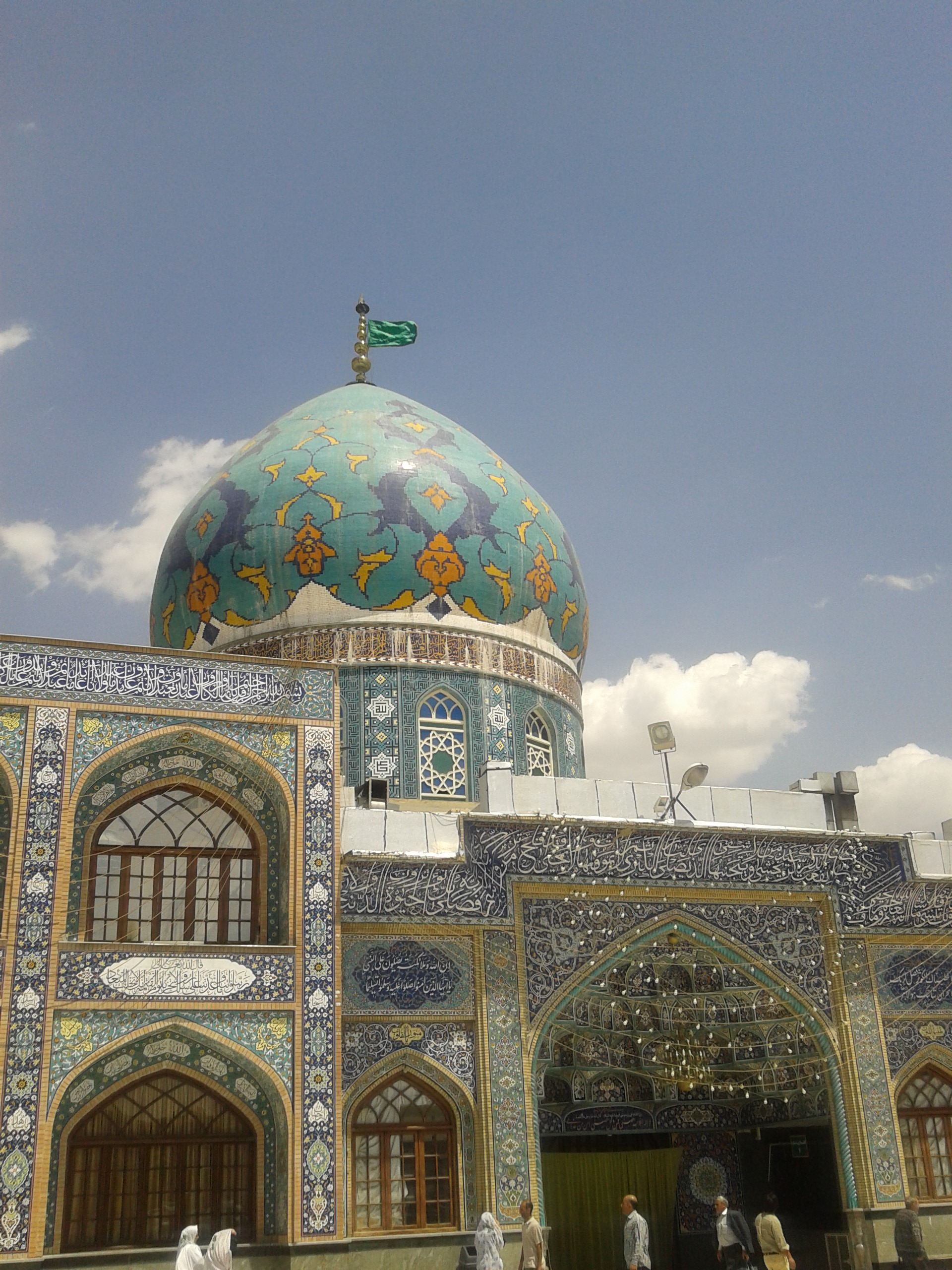
نمایی از گنبد
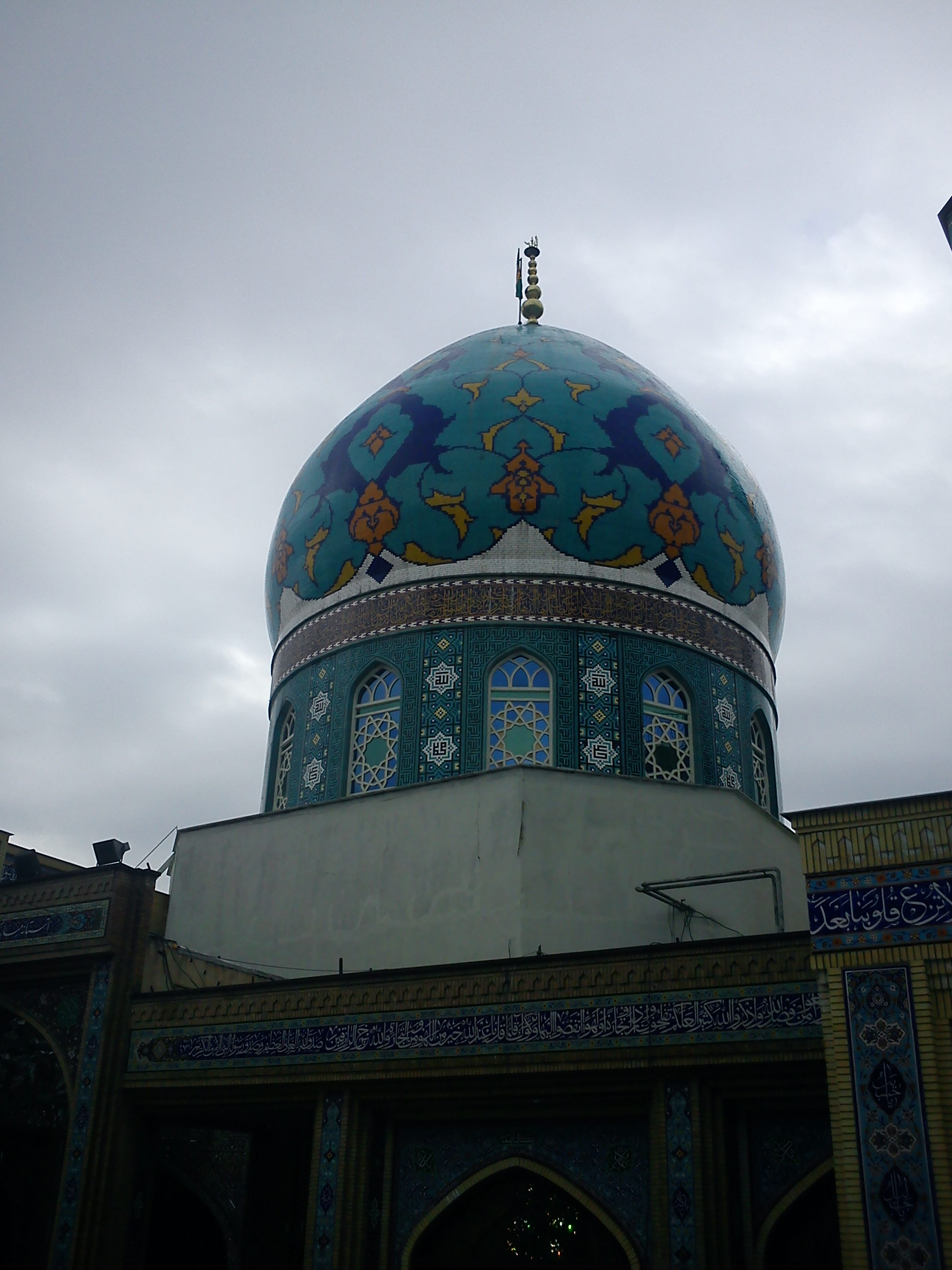
گنبد
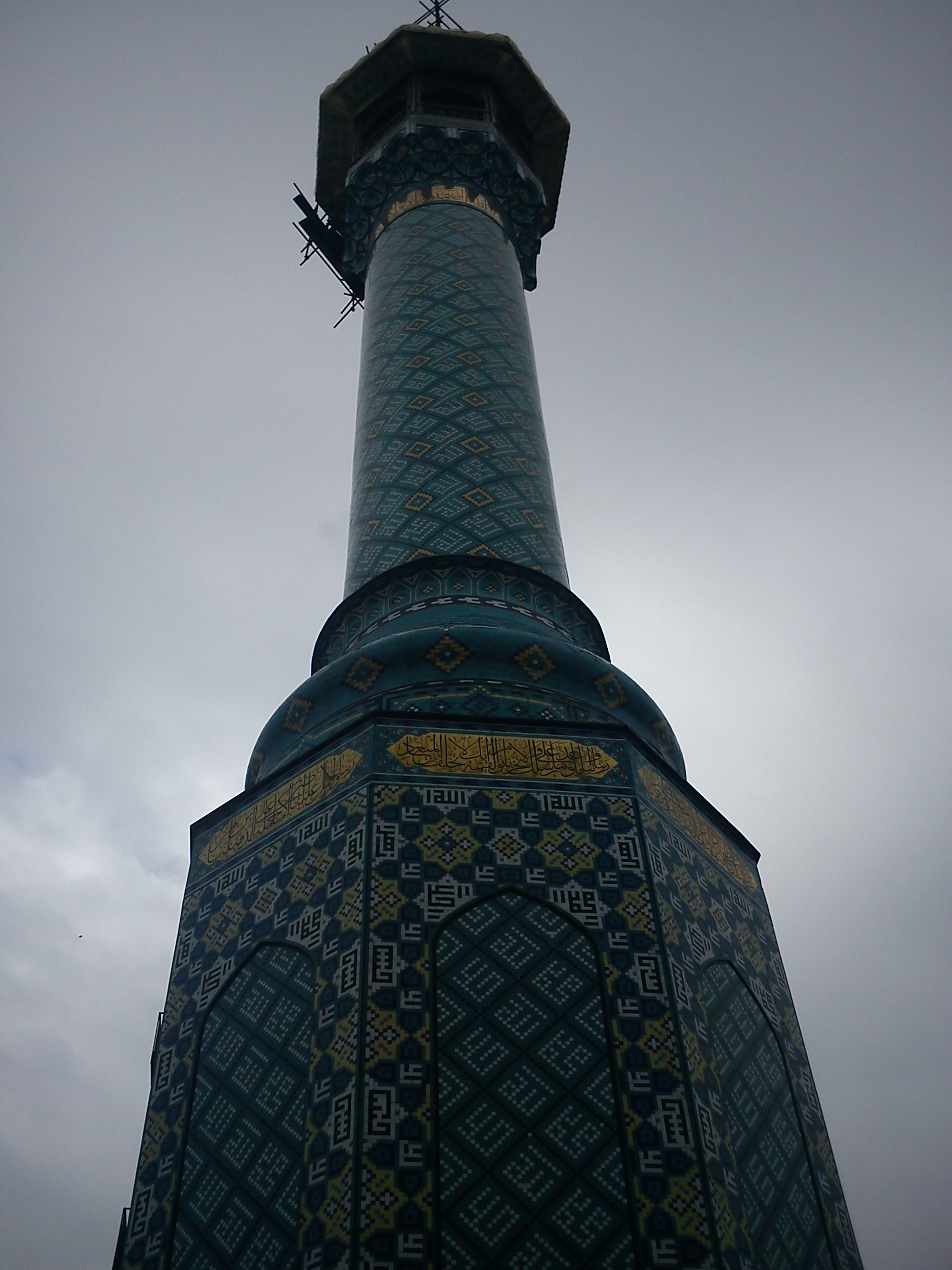
گلدسته
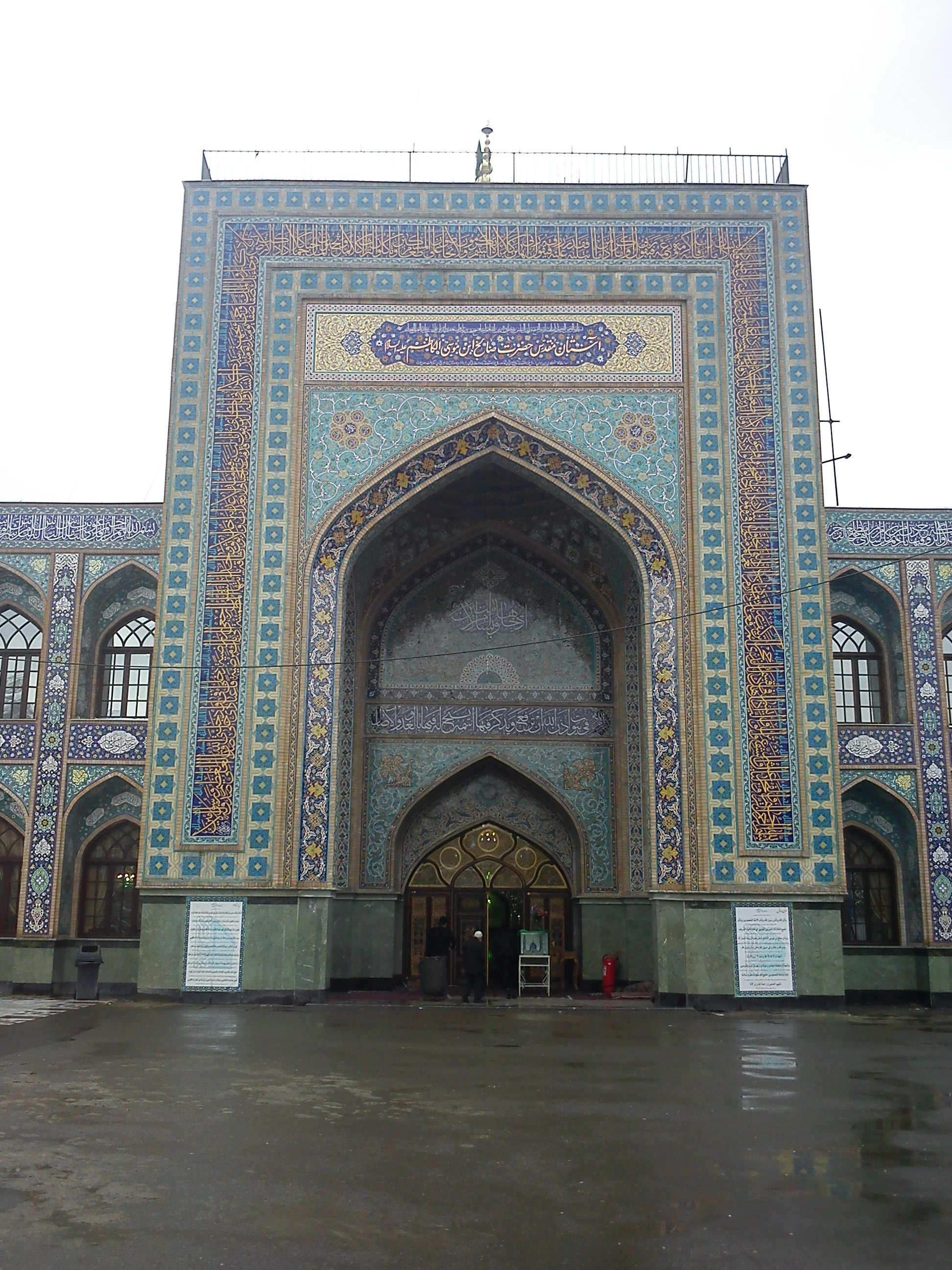
ایوان اصلی بنا
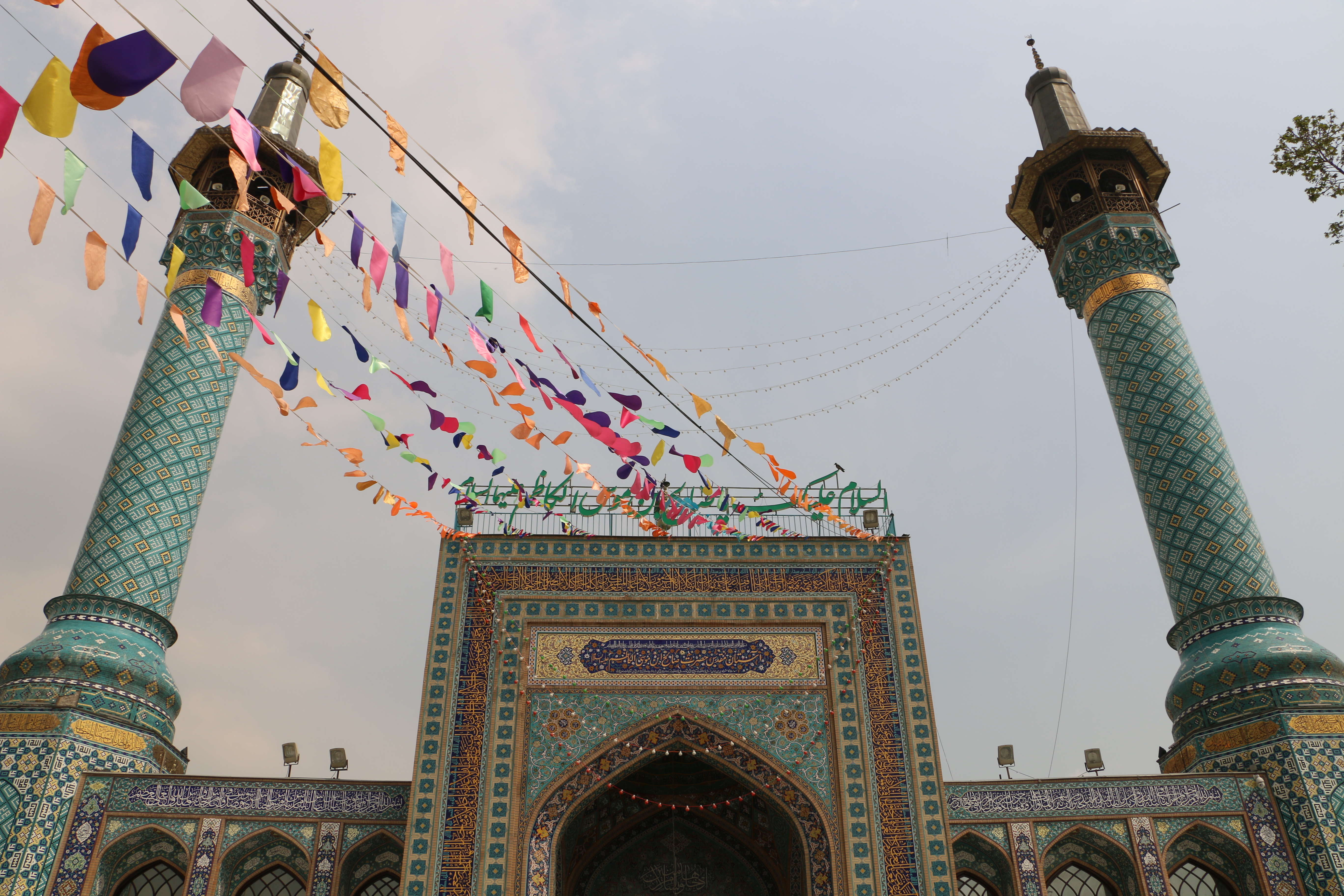
ایوان و مناره‌ها
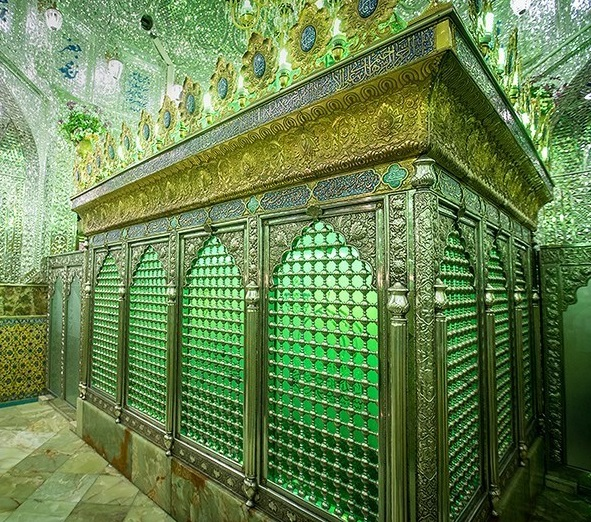
ضریح
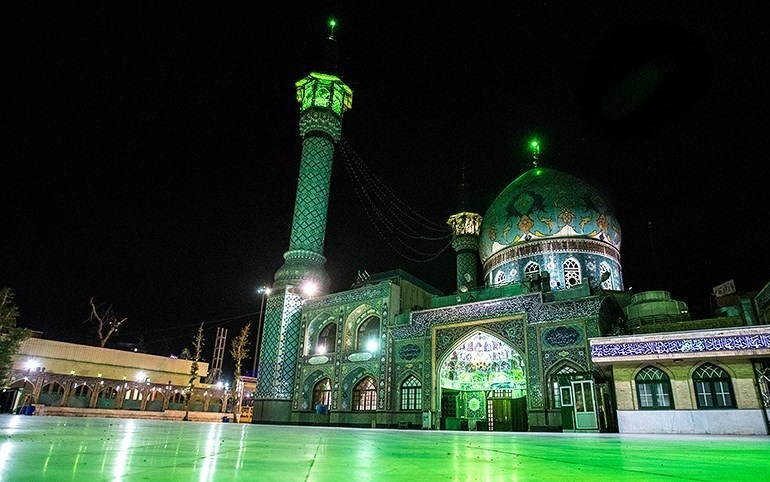
صحن اصلی